# Грейвс (округ)
Грейвс (англ. Graves County) — округ в штате Кентукки, США. Официально образован в 1824 году. По состоянию на 2010 год, численность населения составляла 37 121 человек.

## География
По данным Бюро переписи США, общая площадь округа равняется 1442,631 км2, из которых 1429,681 км2 суша и 12,950 км2 или 0,900 % это водоёмы.

### Соседние округа
- Мак-Кракен (север)
- Маршалл (северо-восток)
- Калловей (юго-восток)
- Генри, штат Теннесси (юго-восток)
- Уикли, штат Теннесси (юг)
- Хикмен (юго-запад)
- Карлайл (северо-запад)

## Население
По данным переписи населения 2000 года в округе проживает 37 028 жителей в составе 14 841 домашних хозяйств и 10 566 семей. Плотность населения составляет 26,00 человек на км2. На территории округа насчитывается 16 340 жилых строений, при плотности застройки около 11,00-ти строений на км2. Расовый состав населения: белые — 92,73 %, афроамериканцы — 4,44 %, коренные американцы (индейцы) — 0,20 %, азиаты — 0,20 %, гавайцы — 0,01 %, представители других рас — 1,30 %, представители двух или более рас — 1,11 %. Испаноязычные составляли 2,40 % населения независимо от расы.
В составе 31,50 % из общего числа домашних хозяйств проживают дети в возрасте до 18 лет, 57,90 % домашних хозяйств представляют собой супружеские пары проживающие вместе, 10,00 % домашних хозяйств представляют собой одиноких женщин без супруга, 28,80 % домашних хозяйств не имеют отношения к семьям, 26,20 % домашних хозяйств состоят из одного человека, 12,70 % домашних хозяйств состоят из престарелых (65 лет и старше), проживающих в одиночестве. Средний размер домашнего хозяйства составляет 2,44 человека, и средний размер семьи 2,92 человека.
Возрастной состав округа: 24,50 % моложе 18 лет, 8,30 % от 18 до 24, 27,30 % от 25 до 44, 23,80 % от 45 до 64 и 23,80 % от 65 и старше. Средний возраст жителя округа 38 лет. На каждые 100 женщин приходится 95,00 мужчин. На каждые 100 женщин старше 18 лет приходится 91,50 мужчин.
Средний доход на домохозяйство в округе составлял 30 874 USD, на семью — 38 054 USD. Среднестатистический заработок мужчины был 32 016 USD против 20 177 USD для женщины. Доход на душу населения составлял 16 834 USD. Около 13,10 % семей и 16,40 % общего населения находились ниже черты бедности, в том числе — 21,70 % молодёжи (тех, кому ещё не исполнилось 18 лет) и 14,10 % тех, кому было уже больше 65 лет.